# Лангендорф (Золотурн)
Лангендорф (нім. Langendorf SO) — громада  в Швейцарії в кантоні Золотурн, округ Леберн.

## Географія
Громада розташована на відстані близько 31 км на північ від Берна, 3 км на північний захід від Золотурна.
Лангендорф має площу 2 км², з яких на 48,5% дозволяється будівництво (житлове та будівництво доріг), 39,3% використовуються в сільськогосподарських цілях, 11,7% зайнято лісами, 0,5% не є продуктивними (річки, льодовики або гори).

## Демографія
2019 року в громаді мешкало 3806 осіб (+5,7% порівняно з 2010 роком), іноземців було 16,9%. Густота населення становила 1952 осіб/км².
За віковим діапазоном населення розподілялося таким чином: 17,8% — особи молодші 20 років, 56% — особи у віці 20—64 років, 26,2% — особи у віці 65 років та старші. Було 1783 помешкань (у середньому 2,1 особи в помешканні).
Із загальної кількості 1474 працюючих 4 було зайнятих в первинному секторі, 183 — в обробній промисловості, 1287 — в галузі послуг.